# SK Horácká Slavia Třebíč
SK Horácká Slavia Třebíč (celým názvem: Sportovní klub Horácká Slavia Třebíč) je český klub ledního hokeje, který sídlí v Třebíči v Kraji Vysočina.
V rámci klubu také působí juniorské a dorostenecké družstvo. SK Horácká Slavia Třebíč hraje domácí zápasy na KHNP Arena (do roku 2018 pod názvem Zimní stadion města Třebíče – Mann+Hummel Arena).
Od roku 2018 je třebíčský hokejový klub generálně sponzorován korejskou společností Korea Hydro & Nuclear Power, která je jedním ze zájemců o rozšíření Jaderné elektrárny Dukovany, dalším generálním partnerem je skupina ČEZ, Mann+Hummel již není generálním partnerem, ale společnost nadále spolupracuje s týmem. Změnil se i název stadionu, nově se nazývá KHNP Arena. Smlouva o spolupráci byla podepsána 18. září 2018, v roce 2021 byla smlouva prodloužena na další rok.

## Týmové úspěchy
- Vítěz základní části: 2022/2023

## Dresy
V roce 2018, od počátku nové sezony, používá Horácká Slavia Třebíč nové dresy, které jsou v modré a bílé barvě. Poprvé tým hrál v bílých dresech v prosinci roku 2018. V roce 2020 byly představeny nové dresy, kdy se opět barva dresů vrací na původní červenou barvu, na hrudníku s logem generálního partnera KHNP. Hlavním prvkem dresů je hvězda, součástí dresů je i vzpomínka na zesnulého trenéra Radka Nováka.
V rámci akce Legenda pomáhá v roce 2020 nastoupili hokejisté SK Horácká Slavia Třebíč v dresech s portrétem Vladimíra Bouzka.

## Trenérský tým a vedení
Po ostudné domácí porážce 0:7 s Prostějovem o Vánocích 2019 oznámili fanoušci konec organizovaného fandění  Byla svolána mimořádná schůze vedení klubu. V čele klubu skončil dne 30. prosince 2019 jeho dlouholetý prezident Karel Čapek  Byl také odvolán hlavní trenér Martin Sobotka, místo něj se stal hlavním trenérem Radek Novák. Ten však v květnu roku 2020 náhle zemřel a klub zůstal bez hlavního trenéra.
V červnu roku 2020 bylo oznámeno, že trenérem byl jmenován Roman Mejzlík. Stal se také sportovním manažerem A-týmu. Asistentem trenéra zůstal Jaroslav Barvíř. Před příchodem Mejzlíka se spekulovalo i o příchodu Kamila Pokorného.
V listopadu 2020 bylo oznámeno, že asistentem trenéra se stal bývalý hráč týmu David Dolníček. Na konci dubna roku 2021 skončil na trenérském postu Roman Mejzlík, od května téhož roku ho nahradil Kamil Pokorný. V roce 2021 nastoupil na pozici skills trenéra Roman Erat.
Kamil Pokorný pak odešel v březnu roku 2024 do brněnské Komety. Hlavním trenérem se v roce 2024 stal někdejší asistent a útočník David Dolníček, jeho asistentem byl určen Roman Erat.

## Historie
V roce 1884 vznikl na kluzišti na Polance Bruslařský klub Třebíč, jenž vedl profesor Pochop. Na tomto hřišti v roce 1926, 25. prosince sehráli s výsledkem 1:1 hokejisté DSK Třebíč první utkání a to proti týmu Brünner EV. V roce 1928 byla založena i samotná Horácká Slavia. V sezóně roků 1929/30 hrál DSK Třebíč moravské finále s Olomoucí, později oba týmy remizovaly s AC Spartou. Klub DSK reprezentoval Moravu proti Slovenskému výběru v Bratislavě a i v důsledku této výhry byla v Třebíči založena dvě dorostenecká družstva. V následující sezóně se Horácká Slavia stala mistrem Západomoravské župy a také odehrála první mezinárodní utkání, s vídeňským týmem Währinger EV. V roce 1934 byl v Třebíči založen další tým – Sokol Třebíč. V roce 1940 si třebíčská Slavia vybojovala postup do první ligy, tehdy to byla Českomoravská liga. V turnaji o mistra Protektorátu se Třebíč umístila na druhém místě, těsně za mistrovským LTC Praha. Dodnes se jedná o nejvyšší dosažené umístění Třebíče v nejvyšší soutěži. V nejvyšší lize se ovšem třebíčský tým, udržel pouze do sezóny končící roku 1942. Ihned po válce se Třebíč v kvalifikačním turnaji kvalifikovala do obnovené první ligy. Později většina hráčů odešla do brněnského týmu Židenic. V roce 1955 se tak sloučily třebíčské týmy do jednoho. Byl nazván Spartak Třebíč.
V roce 1959 byla liga zahájena na umělém povrchu stadionu v Jihlavě, ale již 25. ledna téhož roku byl otevřen zimní stadion v Třebíči. V roce 1971 byl tým převeden pod TJ Západomoravských strojíren a stál se z něj tým TJ Elitex Třebíč. Později, po reorganizaci soutěží, tým klesl do krajského přeboru, kvůli prodlužování ligy a lepších možností trénování bylo v roce 1973 rozhodnuto o zastřešení stadionu, v roce 1977 byla zahájena stavba, střecha se ten rok stihla i zřítit a při této nehodě zahynuli dva lidé. V roce 1979 stavba pokračovala a v roce 1980 byla střecha dokončena.
Tým se v roce 1970 stal součástí Západomoravských strojíren a byl přejmenován na ZMS Třebíč, následně sestoupil do divize a další rok se vrátil do druhé ligy. V roce 1975 se třebíčský hokejový tým stal součástí brněnského týmu ZKL Brno a stal se týmem ZKL Brno B, kdy lepší hráči třebíčského týmu hráli v ZKL Brno A nejvyšší soutěž. V roce 1976 pak byl brněnský klub přejmenován na Zetor Brno a třebíčský tým se tak jmenoval Zetor Brno B. V roce 1978 pak spolupráce s brněnským klubem skončila a třebíčský tým působil jako tým TJ ELITEX Třebíč. Po havárii střechy stadionu týmy hrály na stadionu v Náměšti nad Oslavou. Od roku 1980 se opět hrálo na nově zastřešeném třebíčském stadionu, kdy tým postupně sestoupil do krajského přeboru. Na začátku roku 1986 se týmy Elitexu sloučily do klubu s pojmenováním Tělovýchovná jednota Třebíč, tým pak v roce 1989 postoupil z krajského přeboru do druhé ligy.
Po revoluci v roce 1989 nastaly změny a v roce 1991 došlo k přejmenování týmu na Horáckou Slavii, v sezóně 1996/97 se HS Třebíč probojovala do 1. ligy. Několikrát se zúčastnila play-off.
V roce 2015 získal kolektiv mládeže SK Horácká Slavia ocenění "Sportovec města Třebíče" a to v kategorii kolektiv mládeže ve čtenářské anketě i od odborné poroty. Stejně tak získal ocenění čtenářské ankety kolektiv dospělých hráčů, ten získal ocenění za druhé místo rovněž od odborné poroty. Byl oceněn i trenér Karel Vejmelka a to v čtenářské kategorii trenérů, hráčka Adéla Škrdlová v čtenářské anketě kategorie jednotlivců mládeže a hráč Roman Erat v čtenářské anketě kategorie jednotlivců dospělých. Roman Erat získal 1. místo i v hodnocení odborné poroty v kategorii dospělých jednotlivců. V dubnu 2016 bylo oznámeno, že na pozici hlavního trenéra a sportovního manažera klubu nastoupí bývalý třebíčský hokejista a později trenér SKLH Žďár nad Sázavou Martin Sobotka. Ten byl v roce 2019 odvolán.
Od sezóny 2018/2019 klub nastupuje s novými dresy. V roce 2018 klub podepsal smlouvu o partnerství se společností KHNP a korejská společnost se stala generálním partnerem hokejového klubu. Partnerství s KHNP pokračuje i od roku 2019, kdy opět byly klub používá nové dresy.
V roce 2020 po postupu HHK Velké Meziříčí do 2. ligy se velkomeziříčský klub dohodl na spolupráci s týmy SK Horácká Slavia Třebíč a HC Dukla Jihlava. V říjnu roku 2020 bylo oznámeno, že z klubu odešel nejlepší hráč – obránce Šimon Szathmáry, dále pak také Václav Čejka a Karel Nedbal. O několik dní později unikla na veřejnost videonahrávka, kde hlavní trenér Roman Mejzlík naléhá na hráče, že nemají právo očekávat navýšení platů. Následně pak trenér 13. října dopoledne zkolaboval a byl hospitalizován. Šéf klubu Martin Svoboda byl také hospitalizován z důvodu komplikací spojených s nemocí covid-19. Dne 14. října 2020 se hokejisté ve společném prohlášení omluvili za uniklou nahrávku.

### Zimní stadion Třebíč
Původně se lední hokej v Třebíči hrál na nekrytém stadionu na Polance, nicméně kolem roku 1956 přestal technickým nárokům vyhovovat přírodní led a tak bylo rozhodnuto, že bude postaven krytý hokejový stadion. Stavět se začal na místě bývalého českobratrského hřbitova na Jejkově, jeho výstavba trvala tři roky a mezitím třebíčští hokejisté hráli na stadionech v Jihlavě, Brně, původní hřiště na Polance a později i nedokončený stadion. V roce 1960 měla pokračovat stavba stadionu a měl být zastřešen, to se však stalo až později. V roce 1971 byl stadion rekonstruován, byly vyměněny mantinely, dokončena západní tribuna a obnoveno chladicí zařízení.
Dne 25. ledna 1959 byl postaven otevřen zimní stadion poblíž kapucínského kláštera na Jejkově, v roce 1977 byl stadion zastřešen, ale střecha se téhož roku propadla a při této nehodě zahynuli dva lidé. Střecha měl být budována z ocelové konstrukce nazývané Gyro, ta byla patentována docentem VUT v Brně Radúzem Russem, nicméně ukázalo se, že slabým místem této konstrukce byly styčníky, kde se stýkaly ocelové trubky, ty zde byly z litého kovu a ne z kovaného, tak se střecha 27. října 1977 propadla. V roce 1980 byla tak stavba střechy dokončena. V roce 2008 byl stadion přejmenován na Mann+Hummel Arena. V roce 2009 stadion prošel z důvodu prohnutí dvou nosníků vlivem srážkové vody k částečné rekonstrukci střechy.

## Galerie

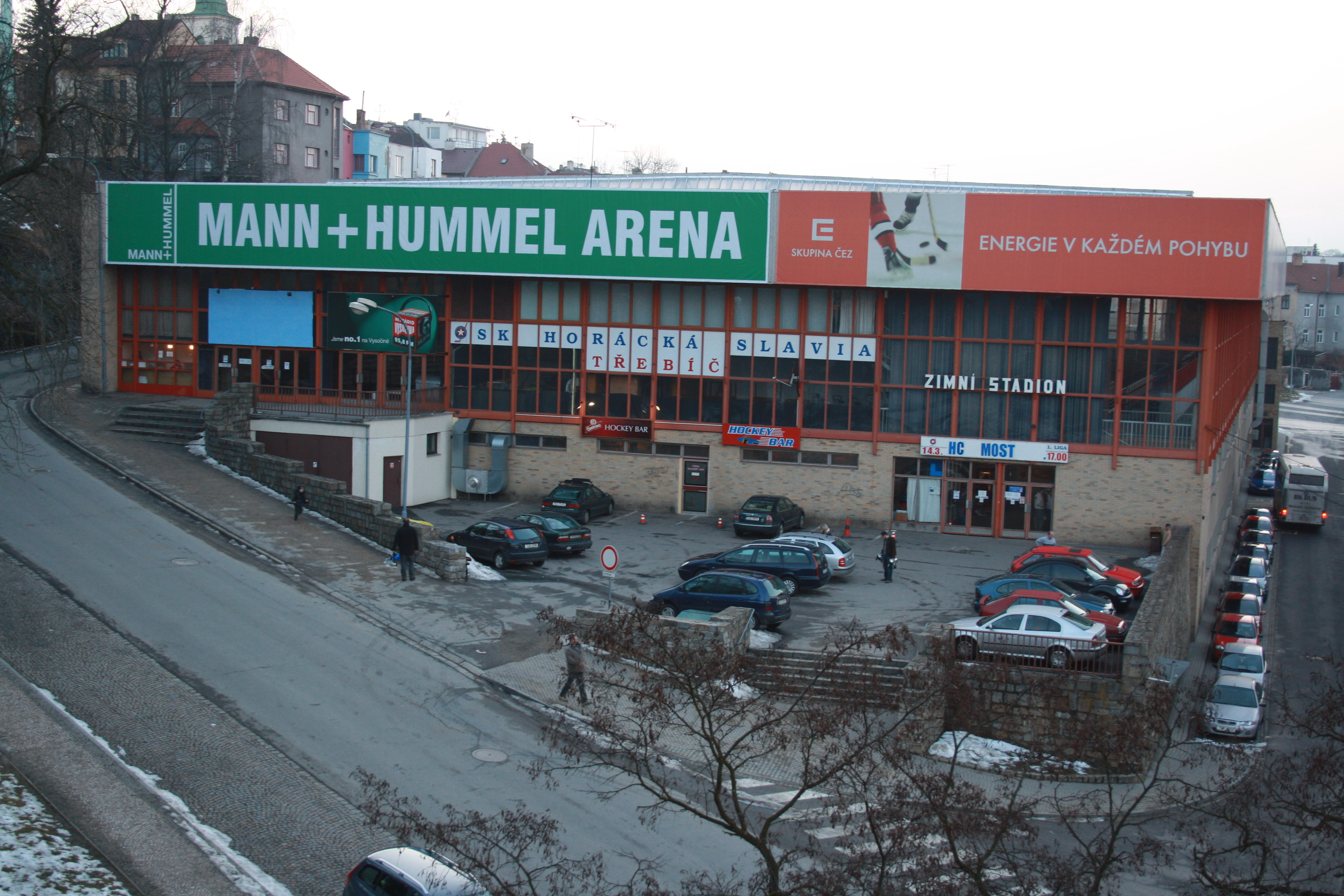
Mann+Hummel Arena
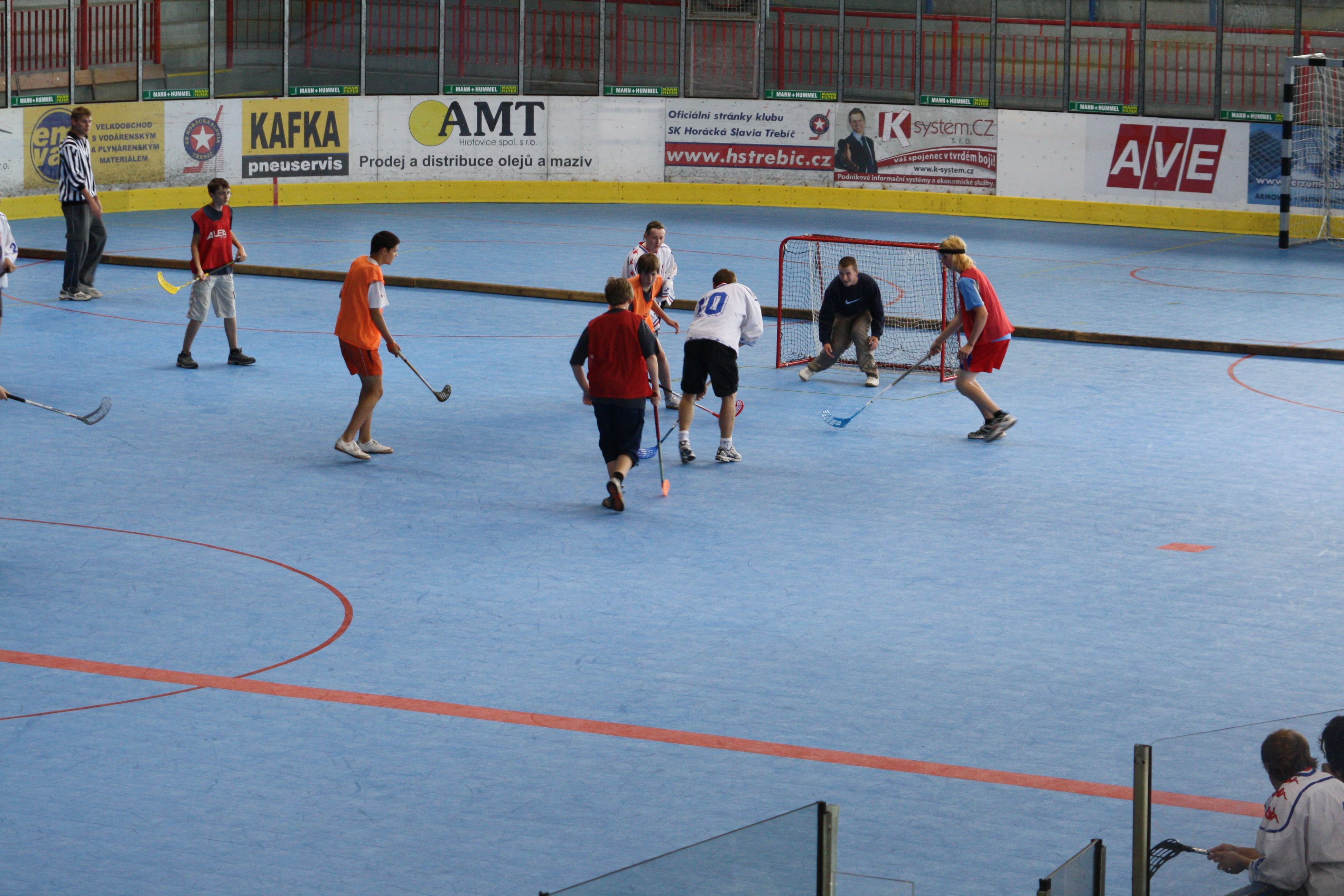
Hráči z HS Třebíč v utkání florbalu s fanoušky
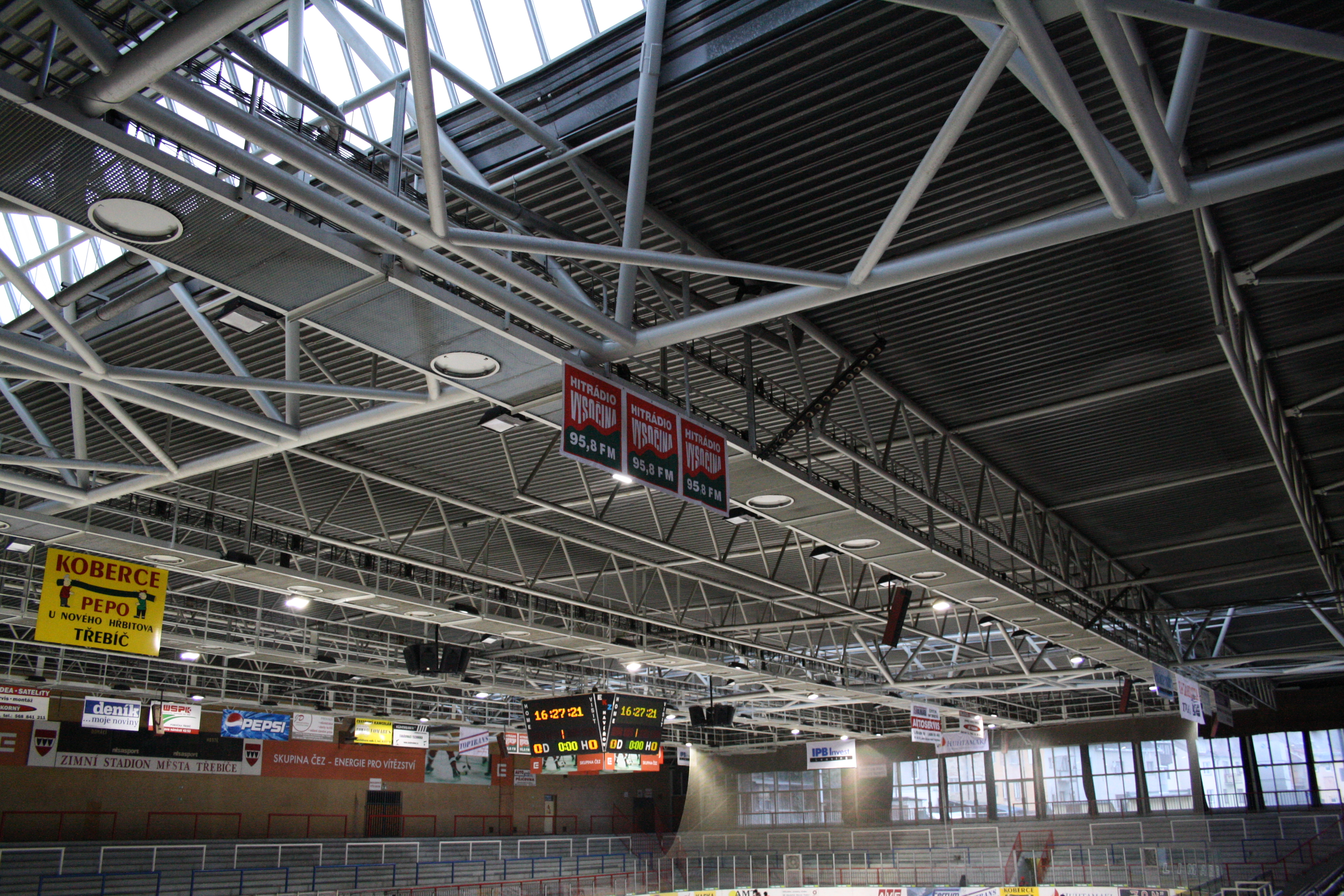
Střecha stadionu z roku 1980

## Historické názvy
Zdroj: 
- 1928 – SK Horácká Slavia Třebíč (Sportovní klub Horácká Slavia Třebíč)
- 1948 – fúze A-týmu s týmem Židenic ⇒ zánik vrcholového mužstva v klubu[44]
- 1948 – Sokol II Třebíč
- 1952 – INVAZ Třebíč (Instalační závody Třebíč)
- 1953 – GZ Třebíč (Gottwaldovy závody Třebíč)
- 1953 – TJ Tatran Třebíč (Tělovýchovná jednota Tatran Třebíč)
- 1956 – fúze s bývalým hokejovým oddílem DSK Třebíč ⇒ TJ Spartak Třebíč (Tělovýchovná jednota Spartak Třebíč)
- 1970 – TJ ZMS Třebíč (Tělovýchovná jednota Západomoravské strojírny Třebíč)
- 1975 – TJ ZKL Brno „B“ (Tělovýchovná jednota Závody kuličkových ložisek Brno „B“)
- 1976 – TJ Zetor Brno „B“ (Tělovýchovná jednota Zetor Brno „B“)
- 1978 – TJ Elitex Třebíč (Tělovýchovná jednota Elitex Třebíč)
- 1986 – TJ Třebíč (Tělovýchovná jednota Třebíč)
- 1991 – SK Horácká Slavia Třebíč (Sportovní klub Horácká Slavia Třebíč)

## Přehled ligové účasti
Stručný přehled
Zdroj: 
- 1939–1942: Českomoravská liga (1. ligová v Protektorátu Čechy a Morava)
- 1942–1943: I. A třída (2. ligová v Protektorátu Čechy a Morava)
- 1943–1945: I. A třída (3. ligová v Protektorátu Čechy a Morava)
- 1945–1946: Divize – sk. Střed (2. ligová v Československu)
- 1946–1947: 1. liga – sk. B (1. ligová v Československu)
- 1947–1948: 1. liga – sk. A (1. ligová v Československu)
- 1948–1955: regionální soutěže
- 1955–1957: Oblastní přebor – sk. D (3. ligová v Československu)
- 1957–1958: Oblastní přebor – sk. E (3. ligová v Československu)
- 1958–1964: 2. liga – sk. B (2. ligová v Československu)
- 1964–1965: 2. liga – sk. C (2. ligová v Československu)
- 1965–1966: 2. liga – sk. B (2. ligová v Československu)
- 1966–1967: 2. liga – sk. C (2. ligová v Československu)
- 1967–1968: 2. liga – sk. B (2. ligová v Československu)
- 1968–1969: 2. liga – sk. A (2. ligová v Československu)
- 1969–1970: Divize – sk. E (3. ligová v Československu)
- 1970–1972: 1. ČNHL – sk. B (2. ligová v Československu)
- 1972–1973: Divize – sk. E (3. ligová v Československu)
- 1973–1977: 2. ČNHL – sk. C (3. ligová v Československu)
- 1977–1979: 2. ČNHL – sk. B (3. ligová v Československu)
- 1979–1983: Jihomoravský krajský přebor (3. ligová v Československu)
- 1983–1986: 2. ČNHL – sk. C (3. ligová v Československu)
- 1986–1989: Jihomoravský krajský přebor (4. ligová v Československu)
- 1989–1991: 2. ČNHL – sk. C (3. ligová v Československu)
- 1991–1993: 2. ČNHL – sk. D (3. ligová v Československu)
- 1993–1997: 2. liga – sk. Východ (3. ligová v České republice)
- 1997–2007: 1. liga (2. ligová v České republice)
- 2007–2008: 1. liga – sk. Východ (2. ligová v České republice)
- 2008– : 1. liga (2. ligová v České republice)

Jednotlivé ročníky
Zdroj: 
Legenda: ZČ – základní část, červené podbarvení – sestup, zelené podbarvení – postup, fialové podbarvení – reorganizace, změna skupiny či soutěže
| Protektorát Čechy a Morava (1939 – 1945)                                                                |                             |    |           |                                                                |                                  |
| Sezóny                                                                                                  | Soutěž                      |    | ZČ        | Play-off, nadstavba, sk. o udržení...                          | Poznámky                         |
| 1939/40                                                                                                 | Českomoravská liga          | 1. | 2. místo  |                                                                |                                  |
| 1940/41                                                                                                 | Českomoravská liga          | 1. | 4. místo  |                                                                |                                  |
| 1941/42                                                                                                 | Českomoravská liga          | 1. | 6. místo  |                                                                | Sestup                           |
| 1942/43                                                                                                 | I. A třída                  | 2. | ?. místo  |                                                                | Reorganizace                     |
| 1943/44                                                                                                 | I. A třída                  | 3. | ?. místo  |                                                                |                                  |
| 1944/45                                                                                                 | I. A třída                  | 3. | –. místo  |                                                                | Soutěž neodehrána + reorganizace |
| Československo (1945 – 1993)                                                                            |                             |    |           |                                                                |                                  |
| Sezóny                                                                                                  | Soutěž                      |    | ZČ        | Play-off, nadstavba, sk. o udržení...                          | Poznámky                         |
| 1945/46                                                                                                 | Divize – sk. Střed          | 2. | 1. místo  |                                                                | Baráž                            |
| 1946/47                                                                                                 | 1. liga – sk. B             | 1. | 4. místo  |                                                                | Změna skupiny                    |
| 1947/48                                                                                                 | 1. liga – sk. A             | 1. | 4. místo  |                                                                | Přechod hráčů do Židenic         |
| Po sezóně došlo k fúzi A-týmu s ZJS Zbrojovka Spartak Brno a s tím přešla do Brna i prvoligová licence. |                             |    |           |                                                                |                                  |
| V letech 1948–1955 hrával třebíčský mužský oddíl v regionálních soutěžích.                              |                             |    |           |                                                                |                                  |
| 1955/56                                                                                                 | Oblastní soutěž – sk. D     | 3. | 1. místo  |                                                                | Baráž                            |
| 1956/57                                                                                                 | Oblastní soutěž – sk. D     | 3. | 2. místo  |                                                                | Změna skupiny                    |
| 1957/58                                                                                                 | Oblastní soutěž – sk. E     | 3. | 1. místo  |                                                                | Postup                           |
| 1958/59                                                                                                 | 2. liga – sk. B             | 2. | 5. místo  |                                                                |                                  |
| 1959/60                                                                                                 | 2. liga – sk. B             | 2. | 6. místo  |                                                                |                                  |
| 1960/61                                                                                                 | 2. liga – sk. B             | 2. | 6. místo  |                                                                |                                  |
| 1961/62                                                                                                 | 2. liga – sk. B             | 2. | 7. místo  |                                                                |                                  |
| 1962/63                                                                                                 | 2. liga – sk. B             | 2. | 9. místo  |                                                                |                                  |
| 1963/64                                                                                                 | 2. liga – sk. B             | 2. | 6. místo  |                                                                | Změna skupiny                    |
| 1964/65                                                                                                 | 2. liga – sk. C             | 2. | 8. místo  |                                                                | Změna skupiny                    |
| 1965/66                                                                                                 | 2. liga – sk. B             | 2. | 6. místo  |                                                                | Změna skupiny                    |
| 1966/67                                                                                                 | 2. liga – sk. C             | 2. | 7. místo  |                                                                | Změna skupiny                    |
| 1967/68                                                                                                 | 2. liga – sk. B             | 2. | 6. místo  |                                                                | Změna skupiny                    |
| 1968/69                                                                                                 | 2. liga – sk. A             | 2. | 15. místo |                                                                | Reorganizace                     |
| 1969/70                                                                                                 | Divize – sk. E              | 3. | 1. místo  |                                                                | Postup                           |
| 1970/71                                                                                                 | 1. ČNHL – sk. B             | 2. | 9. místo  |                                                                |                                  |
| 1971/72                                                                                                 | 1. ČNHL – sk. B             | 2. | 10. místo | Skupina o udržení (6. místo)                                   | Sestup                           |
| 1972/73                                                                                                 | Divize – sk. E              | 3. | 1. místo  |                                                                | Reorganizace                     |
| 1973/74                                                                                                 | 2. ČNHL – sk. C             | 3. | 6. místo  |                                                                |                                  |
| 1974/75                                                                                                 | 2. ČNHL – sk. C             | 3. | 7. místo  |                                                                |                                  |
| 1975/76                                                                                                 | 2. ČNHL – sk. C             | 3. | 5. místo  |                                                                |                                  |
| 1976/77                                                                                                 | 2. ČNHL – sk. C             | 3. | 5. místo  |                                                                | Změna skupiny                    |
| 1977/78                                                                                                 | 2. ČNHL – sk. B             | 3. | 3. místo  |                                                                |                                  |
| 1978/79                                                                                                 | 2. ČNHL – sk. B             | 3. | 4. místo  | Kvalifikace o 1. ČNHL – sk. B (3. místo)                       | Reorganizace                     |
| 1979/80                                                                                                 | Jihomoravský krajský přebor | 3. | ?. místo  |                                                                |                                  |
| 1980/81                                                                                                 | Jihomoravský krajský přebor | 3. | ?. místo  |                                                                |                                  |
| 1981/82                                                                                                 | Jihomoravský krajský přebor | 3. | ?. místo  |                                                                |                                  |
| 1982/83                                                                                                 | Jihomoravský krajský přebor | 3. | ?. místo  |                                                                | Reorganizace                     |
| 1983/84                                                                                                 | 2. ČNHL – sk. C             | 3. | 3. místo  |                                                                |                                  |
| 1984/85                                                                                                 | 2. ČNHL – sk. C             | 3. | 7. místo  |                                                                |                                  |
| 1985/86                                                                                                 | 2. ČNHL – sk. C             | 3. | 8. místo  |                                                                | Sestup                           |
| 1986/87                                                                                                 | Jihomoravský krajský přebor | 4. | ?. místo  |                                                                |                                  |
| 1987/88                                                                                                 | Jihomoravský krajský přebor | 4. | ?. místo  |                                                                |                                  |
| 1988/89                                                                                                 | Jihomoravský krajský přebor | 4. | 1. místo  |                                                                | Postup                           |
| 1989/90                                                                                                 | 2. ČNHL – sk. C             | 3. | 6. místo  |                                                                |                                  |
| 1990/91                                                                                                 | 2. ČNHL – sk. C             | 3. | 3. místo  | Semifinálová skupina B (3. místo)                              | Změna skupiny                    |
| 1991/92                                                                                                 | 2. ČNHL – sk. D             | 3. | 4. místo  |                                                                |                                  |
| 1992/93                                                                                                 | 2. ČNHL – sk. D             | 3. | 3. místo  |                                                                | Reorganizace                     |
| Česko (1993 – )                                                                                         |                             |    |           |                                                                |                                  |
| Sezóny                                                                                                  | Soutěž                      |    | ZČ        | Play-off, nadstavba, sk. o udržení...                          | Poznámky                         |
| 1993/94                                                                                                 | 2. liga – sk. Východ        | 3. | 3. místo  | Ne                                                             |                                  |
| 1994/95                                                                                                 | 2. liga – sk. Východ        | 3. | 1. místo  |                                                                | Baráž                            |
| 1995/96                                                                                                 | 2. liga – sk. Východ        | 3. | 1. místo  |                                                                | Baráž                            |
| 1996/97                                                                                                 | 2. liga – sk. Východ        | 3. | 1. místo  |                                                                | Baráž                            |
| 1997/98                                                                                                 | 1. liga                     | 2. | 4. místo  | Ne                                                             |                                  |
| 1998/99                                                                                                 | 1. liga                     | 2. | 2. místo  | Ne                                                             |                                  |
| 1999/00                                                                                                 | 1. liga                     | 2. | 2. místo  | Čtvrtfinále (prohra 2:3 na zápasy s HC 99 TL Mělník)           |                                  |
| 2000/01                                                                                                 | 1. liga                     | 2. | 6. místo  | Čtvrtfinále (prohra 0:3 na zápasy s HC Dukla Jihlava)          |                                  |
| 2001/02                                                                                                 | 1. liga                     | 2. | 2. místo  | Semifinále (prohra 0:3 na zápasy HC Dukla Jihlava)             |                                  |
| 2002/03                                                                                                 | 1. liga                     | 2. | 8. místo  | Čtvrtfinále (prohra 0:3 na zápasy s HC Vagnerplast Kladno)     |                                  |
| 2003/04                                                                                                 | 1. liga                     | 2. | 7. místo  | Čtvrtfinále (prohra 2:3 na zápasy s KLH Chomutov)              |                                  |
| 2004/05                                                                                                 | 1. liga                     | 2. | 12. místo | Ne                                                             |                                  |
| 2005/06                                                                                                 | 1. liga                     | 2. | 11. místo | Ne                                                             |                                  |
| 2006/07                                                                                                 | 1. liga                     | 2. | 6. místo  | Čtvrtfinále (prohra 1:4 na zápasy s HC Mladá Boleslav)         | Reorganizace                     |
| 2007/08                                                                                                 | 1. liga – sk. Východ        | 2. | 6. místo  | Předkolo (prohra 2:3 na zápasy s HC VCES Hradec Králové)       | Reorganizace                     |
| 2008/09                                                                                                 | 1. liga                     | 2. | 13. místo | Ne                                                             | Baráž                            |
| 2009/10                                                                                                 | 1. liga                     | 2. | 5. místo  | Čtvrtfinále (prohra 2:4 na zápasy s HC VCES Hradec Králové)    |                                  |
| 2010/11                                                                                                 | 1. liga                     | 2. | 11. místo | Předkolo (prohra 1:3 na zápasy s HC VCES Hradec Králové)       |                                  |
| 2011/12                                                                                                 | 1. liga                     | 2. | 8. místo  | Čtvrtfinále (prohra 0:4 HC Slovan Ústí nad Labem)              |                                  |
| 2012/13                                                                                                 | 1. liga                     | 2. | 4. místo  | Semifinále (prohra 2:4 na zápasy s BK Mladá Boleslav)          |                                  |
| 2013/14                                                                                                 | 1. liga                     | 2. | 5. místo  | Semifinále (prohra 0:4 na zápasy s BK Mladá Boleslav)          |                                  |
| 2014/15                                                                                                 | 1. liga                     | 2. | 3. místo  | Semifinále (prohra 1:4 na zápasy s ČEZ Motor České Budějovice) |                                  |
| 2015/16                                                                                                 | 1. liga                     | 2. | 11. místo | Ne                                                             | Baráž                            |
| 2016/17                                                                                                 | 1. liga                     | 2. | 5. místo  | Čtvrtfinále (prohra 0:4 na zápasy s HC Slavia Praha)           |                                  |
| 2017/18                                                                                                 | 1. liga                     | 2. | 9. místo  | Ne                                                             |                                  |
| 2018/19                                                                                                 | 1. liga                     | 2. | 10. místo | Ne                                                             |                                  |
| 2019/20                                                                                                 | 1. liga                     | 2. | 10. místo | play-off zrušeno kvůli pandemii covidu-19                      |                                  |
| 2020/21                                                                                                 | 1. liga                     | 2. | 8. místo  | Předkolo (prohra 2:3 na zápasy s HC Slavia Praha)              |                                  |
| 2021/22                                                                                                 | 1. liga                     | 2. | 3. místo  | Čtvrtfinále (prohra 1:3 na zápasy s HC Baník Sokolov)          |                                  |
| 2022/23                                                                                                 | 1. liga                     | 2. | 1. místo  | Semifinále (prohra 1:4 na zápasy s PSG Berani Zlín)            |                                  |
| 2023/24                                                                                                 | 1. liga                     | 2. | 5. místo  | Čtvrtfinále (prohra 2:3 na zápasy s HC Stadion Litoměřice)     |                                  |
| 2024/25                                                                                                 | 1. liga                     | 2. | 3. místo  | Čtvrtfinále (prohra 1:3 na zápasy s HC Dukla Jihlava)          |                                  |

## Osobnosti třebíčského hokeje
- doc. dr. Vladimír Bouzek CSc
- Miroslav Sláma
- Milan Vidlák
- Miloslav Ošmera
- Dr. Karel Čapek
- Libor Havlíček
- Oldřich Válek
- Tomáš Zelenka
- Patrik Eliáš
- Martin Erat
- Vladimír Sobotka
- Michal Mikeska
- Leoš Čermák
- Roman Erat
- Pavel Kubiš
- Ondřej Němec
- Petr Blecha

## Síň slávy třebíčského hokeje
V síni slávy třebíčského hokeje jsou zapsáni lidé, kteří se zapsali do historie klubu Horácká Slavia, uváděni bývají hráči s alespoň 200 odehranými zápasy v nejvyšší soutěži. Čestným členem je Tomáš Zelenka, který byl jako hráč SK Horácká Slavia těžce zraněn.
- Oldřich Antoš
- Karel Bachr
- Pavel Bakus
- Tomáš Bartejs
- Václav Bartoš
- Jiří Beroun
- Jaroslav Bulant
- Miroslav Böhm
- Vladimír Bouzek
- Vilém Burian
- Karel Čapek
- Nikárius Čech
- Leoš Čermák
- Karel Černý
- Martin Dočekal
- Ivo Dostál
- Stanislav Dostál
- Patrik Eliáš
- Martin Erat
- Roman Erat
- Vlastimil Fukal
- Petr Hanák
- Libor Havlíček
- Josef Herčko
- Zdeněk Hirsch
- Miloš Hildebrand
- Jaroslav Hobza
- Antonín Holčák
- Josef Horký
- Jaroslav Chadim
- Milan Chalupa
- Miloslav Jahoda
- Miroslav Jahoda
- Miloslav Jaša
- Viktor Jeřábek
- Stanislav Jirovský
- Karel Kabátek
- Arnošt Kafka
- Josef Klem
- Viktor Konečný
- Jaroslav Kovařík
- Vladimír Kremláček
- Pavel Kubiš
- Pavel Křivonožka
- Marek Laš
- Emil Lorenc
- Tomáš Madrý
- Jiří Mahr
- Rostislav Malena
- Karel Marek
- Roman Marek
- Roman Mejzlík
- Michal Mikeska
- Vladimír Nadrchal
- Lukáš Nahodil
- Jaroslav Navrátil
- Josef Nejedlý
- Ondřej Němec
- Ladislav Nováček
- Štěpán Oberreiter
- Antonín Ošmera
- Milan Ošmera
- Miloslav Ošmera
- Karel Pavlík
- Jaroslav Pavlů
- František Pejzl
- Jaroslav Pernička
- Kamil Pokorný
- Karel Polák
- Luděk Popela
- Ivo Procházka
- Jiří Přinosil
- Emil Rampír
- Zdeněk Raus
- Václav Sládek
- Miroslav Sláma
- Josef Smejkal
- Karel Smejkal
- Vladimír Sobotka
- Pavel Stloukal
- Jan Strnad
- Bedřich Ščerban
- Jaroslav Šmíd
- Petr Vazač
- Oldřich Válek
- Bronislav Veselý
- Jindřich Vidlák
- Milan Vidlák
- Vladimír Vlček
- Tomáš Vondráček
- František Votýpka
- Miroslav Winkler
- Tomáš Zelenka
- František Žák